# Rustavi 2
La Compagnie de télévision Rustavi 2 (en géorgien : სამაუწყებლო კომპანია რუსთავი 2, samauts'q'eblo k'omp'ania rustavi ori; en anglais : Rustavi 2 Broadcasting Company) mieux connue sous le nom de Rustavi 2, est l'entreprise de télévision privée géorgienne qui a le plus d'audience en Géorgie[réf. nécessaire]. Basée à Tbilissi, elle a été fondée le 1er juin 1994 dans la ville de Roustavi.

## Programmes et diffusion
- Vis Unda 20000? (en) : version géorgienne de l'émission culte Who Wants to Be a Millionaire? (Qui veut gagner des millions ?).